# Барон Хотэм

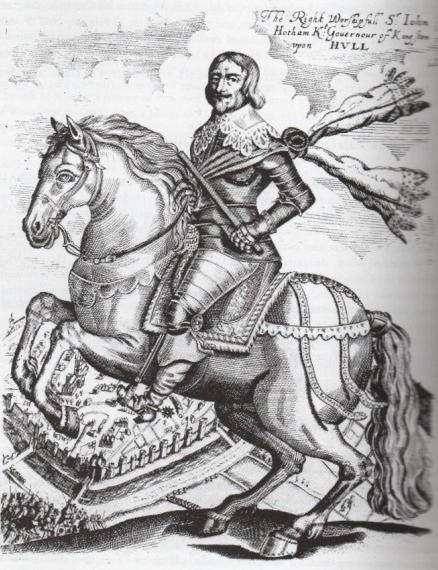
Джон Хотэм, 1-й баронет (1589—1645)

Барон Хотэм из Южного Далтона в графстве Йоркшир — наследственный титул в системе Пэрства Ирландии.

## История
Титул барона Хотэма был создан 17 марта 1797 года для британского флотоводца, адмирала Уильяма Хотэма (1736—1813). Уильям Хотэм был третьим сыном сэра Бомонта Хотэма, 7-го баронета из Скорборо, а в 1811 году он также стал преемником своего племянника в качестве 11-го баронета. Лорд Хотэм не был женат, и после его смерти в 1813 году его сменил его младший брат, Бомонт Хотэм, 2-й барон Хотэм и 12-й баронет (1737—1814). Ранее он представлял Уиган в Палате общин Великобритании (1768—1774).
Бомонт Хотэм, 3-й барон Хотэм (1794—1870), внук 1-го барона, сражался в битве при Ватерлоо и позднее стал генералом британской армии. Он также заседал в Палате общин Великобритании от Леминстера (1820—1831, 1831—1841) и Восточного Йоркшира (1841—1868). Он не был женат, и после его смерти титул унаследовал его племянник, Чарльз Хотэм, 4-й барон Хотэм (1836—1872), сын контр-адмирала Джорджа Фредерика Хотэма, брата третьего барона. Он, как и его преемник и младший брат, Джон Хотэм, 5-й барон Хотэм (1838—1907), умер холостым. Последнему наследовал его двоюродный брат, Фредерик Уильям Хотэм, 6-й барон Хотэм (1863—1923). Он был сыном преподобного Уильяма Фрэнсиса Хотэма, второго сына 2-го барона Хотэма.
В 1923 году после смерти 6-го барона Хотэма эта ветвь семьи угасла. Титулы барона и баронета перешли к его кузену, Генри Фредерику Хотэму, 7-му барону Хотэму (1899—1967). Он был правнуком 3-го барона Хотэма. По состоянию на 2013 год носителем титула являлся третий сын последнего, Генри Дюран Хотэм, 8-й барон (род. 1940), который сменил своего отца в 1967 году.
Титул баронета Хотэма из Скорборо в графстве Йоркшир (Баронетство Англии) был создан 4 января 1622 года для Джона Хотэма (1589—1645). Он заседал в Палате общин от Беверли (1625, 1626, 1628—1629, 1640, 1640—1643). Джон Хотэм, и его сын, Джон Хотэм Младший (1610—1645), были обезглавлены парламентариями в 1645 году. Титул унаследовал сын последнего, сэр Джон Хотэм, 2-й баронет (1623—1689). Он был депутатом Палаты общин от Беверли (1660, 1661—1685, 1689). Его сменил его сына, сэр Джон Хтэм, 3-й баронет (1655—1691), также депутат парламента от Беверли (1689—1690). Последнему наследовал его двоюродный брат, сэр Чарльз Хотэм, 4-й баронет (ок. 1663—1723). Он представлял в Палате общин Скарборо (1695—1702) и Беверли (1702—1723). Его сын, сэр Чарльз Хотэм, 5-й баронет (1693—1738), также представлял Беверли в Палате общин (1723—1727, 1729—1738). Его преемником стал его сын, сэр Чарльз Хотэм, 6-й баронет (ум. 1767).
После его смерти в 1767 году прямая линия от 5-го баронета прервалась. Титул перешел к его дяде, сэру Бомонту Хотэму, 7-му баронету (ум. 1771). Его старший сын, сэр Чарльз Хотэм-Томпсон, 8-й баронет (1729—1794), представлял Сент-Айвз в парламенте (1761—1768), а также принял дополнительную фамилию «Томпсон». После смерти последнего титул унаследовал его младший брат, сэр Джон Хотэм, 9-й баронет (1734—1795). Он был архидиаконом Мидлсекса (1764—1780), епископом Оссори (1779—1782) и епископом Клогера (1782—1795). Его преемником стал его сын, сэр Чарльз Хотэм, 10-й баронет (1766—1811). После его смерти в 1811 году титул перешел к вышеупомянутому Уильяму Хотэму, 11-му баронету (1736—1813), который с 1797 года носил титул барона Хотэма.
Семейное гнездо — Далтон Холл в городе Беверли, графство Ист-Райдинг-оф-Йоркшир.

## Баронеты Хотэм из Скорборо (1622)
- 1622—1645: Сэр Джон Хотэм, 1-й баронет[англ.] (июль 1589 — 1 января 1645), сын депутата Джона Хотэма (1540—1609)[1]
- 1645—1689: Сэр Джон Хотэм, 2-й баронет[англ.] (21 марта 1632 — 29 марта 1689), единственный сын Джона Хотэма Младшего (1610—1645), внук предыдущего[2]
- 1689—1691: Сэр Джон Хотэм, 3-й баронет[англ.] (2 августа 1655 — 25 августа 1691), сын предыдущего[3]
- 1691—1723: Сэр Чарльз Хотэм, 4-й баронет (ок. 1663 — 8 января 1723), единственный сын преподобного Чарльза Хотэма (ум. 1672), внук 1-го баронета[4]
- 1723—1738: Полковник Сэр Чарльз Хотэм, 5-й баронет[англ.] (1693 — 15 января 1738), старший сын предыдущего от первого брака[5]
- 1738—1767: Сэр Чарльз Хотэм, 6-й баронет (умер в октябре 1767), единственный сын предыдущего[6]
- 1767—1771: Сэр Бомонт Хотэм, 7-й баронет (1706 — 29 августа 1771), второй сын 4-го баронета от первого брака, дядя предыдущего[7]
- 1771—1794: Сэр Чарльз Хотэм-Томпсон, 8-й баронет (май 1729 — 25 января 1794), старший сын предыдущего[8]
- 1794—1795: Сэр Джон Хотэм, 9-й баронет[англ.] (16 марта 1734 — 3 ноября 1795), второй сын сэра Бомонта Хотэма, 7-го баронета, младший брат предыдущего[9]
- 1795—1811: Сэр Чарльз Хотэм, 10-й баронет (25 мая 1766 — 18 июля 1811), единственный сын предыдущего[10]
- 1811—1813: Сэр Уильям Хотэм, 11-й баронет (8 апреля 1736 — 7 мая 1813), третий сын сэра Бомонта Хотэма, 7-го баронета, барон Хотэм с 1797 года[11].

## Бароны Хотэм (1797)

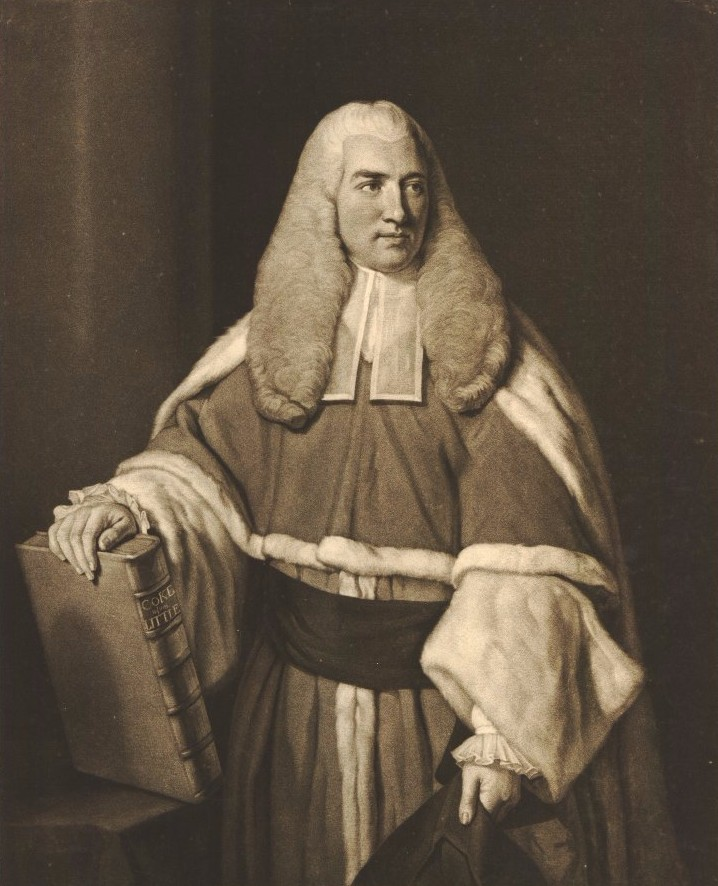
Бомонт Хотэм, 2-й барон Хотэм (1737—1814)

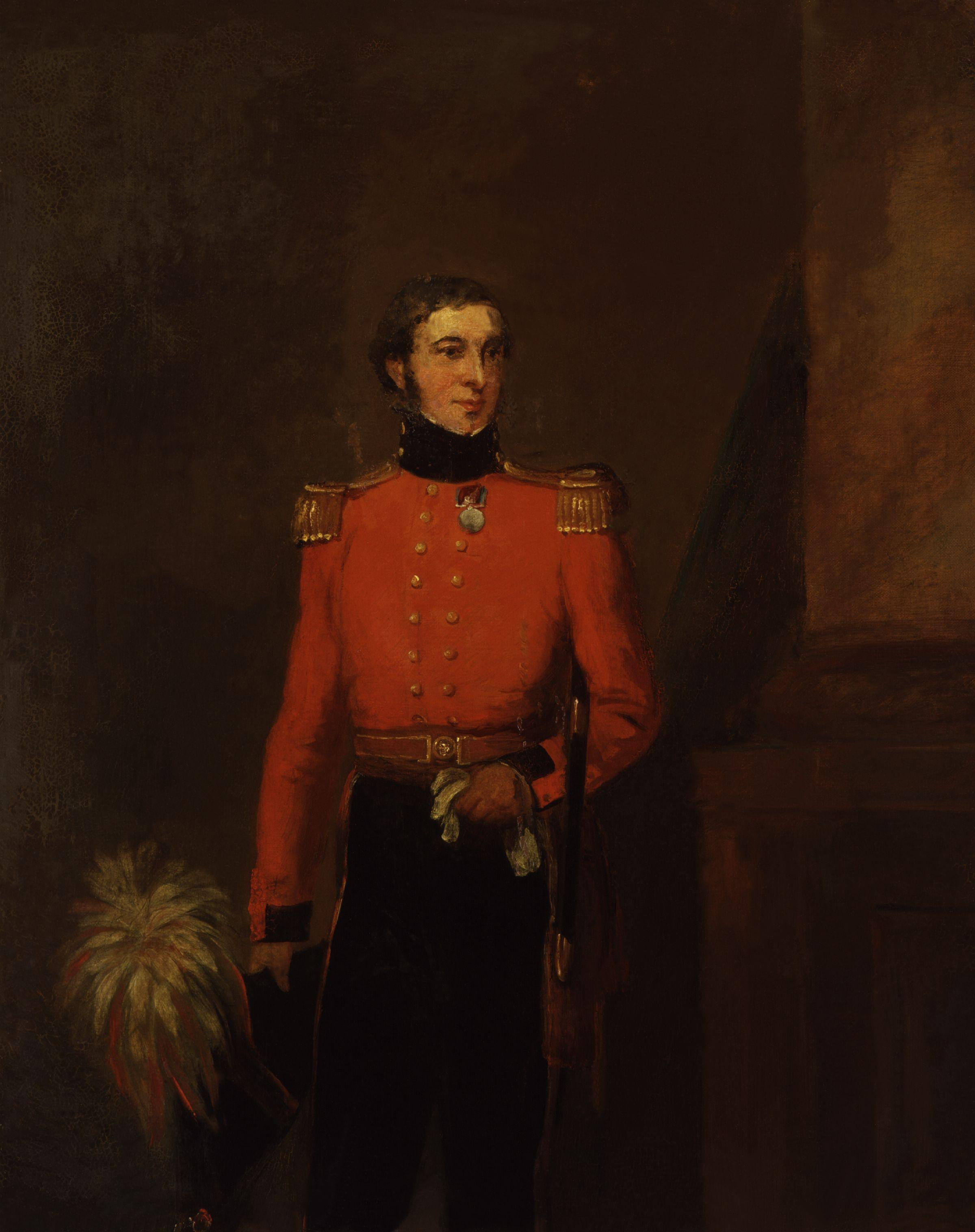
Портрет Бомонт Хотэм, 3-й барон Хотэм (1794—1870)

- 1797—1813: Адмирал Уильям Хотэм, 1-й барон Хотэм (8 апреля 1736 — 7 мая 1813), третий сын сэра Бомонта Хотэма, 7-го баронета (1706—1771)[11]
- 1813—1814: Бомонт Хотэм, 2-й барон Хотэм[англ.] (5 августа 1737 — 4 марта 1814), четвертый сын сэра Бомонта Хотэма, 7-го баронета (1706—1771), младший брат предыдущего[12]
- 1814—1870: Генерал Бомонт Хотэм, 3-й барон Хотэм[англ.] (9 августа 1794 — 12 декабря 1870), старший сын подполковника Бомонта Хотэма (1768—1799), внук предыдущего[13]
- 1870—1872: Чарльз Хотэм, 4-й барон Хотэм (27 мая 1836 — 29 мая 1872), второй сын контр-адмирала достопочтенного Джорджа Фредерика Хотэма (1799—1856), второго сына подполковника Бомонта Хотэма (1768—1799), племянник предыдущего[14]
- 1872—1907: Джон Хотэм, 5-й барон Хотэм (13 мая 1838 — 13 декабря 1907), третий сын контр-адмирала достопочтенного Джорджа Фредерика Хотэма (1799—1856), второго сына подполковника Бомонта Хотэма (1768—1799), младший брат предыдущего[15]
- 1907—1923: Фредерик Уильям Хотэм, 6-й барон Хотэм (19 марта 1863 — 7 октября 1923), единственный сын преподобного Уильяма Фрэнсиса Хотэма (1819—1883), внук преподобного достопочтенного Фредерика Хотэма (1774—1854), второго сына 2-го барона Хотэма[16]
- 1923—1967: Генерал-майор Генри Фредерик Хотэм, 7-й барон Хотэм (13 августа 1899 — 18 ноября 1967), старший сын Генри Эдварда Хотэма (1855—1912), внук преподобного Фредерика Гарри Хотэма (1824—1887), правнук вице-адмирала достопочтенного сэра Генри Хотэма (1777—1833), младшего сына 2-го барона Хотэма[17]
- 1967 — настоящее время: Генри Дюран Хотэм, 8-й барон Хотэм (род. 3 мая 1940), третий сын предыдущего[18]
  - Наследник титула: достопочтенный Уильям Бомонт Хотэм (род. 13 октября 1972), старший сын предыдущего[19]
    - Наследник наследника: Мерлин Фредерик Хотэм (род. 3 мая 2006), единственный сын предыдущего[20].